# La Mort de Marat
La Mort de Marat (ou Marat assassiné) est un tableau de Jacques-Louis David peint en 1793. Il est conservé aux Musées royaux des Beaux-Arts de Belgique à Bruxelles.
L'artiste représente Jean-Paul Marat après son assassinat chez lui le 13 juillet 1793 par Charlotte Corday. La dédicace à Marat, David qu’on retrouve sur la boîte de bois, indique qu'il s'agit d'un hommage à Marat que le peintre connaissait personnellement et qu'il avait vu, dira-t-il, la veille de sa mort, tel qu'il l'a représenté.

## Historique de l'œuvre
À la suite de l'annonce à la Convention de la mort de Marat le 13 juillet 1793, le député Guiraut réclame à David de faire pour Marat ce qu'il avait fait pour Lepeletier de Saint-Fargeau, à savoir représenter la mort du conventionnel par ses pinceaux. Le 14 novembre 1793, David offre à la Convention le portrait de Marat, dès lors exposé avec son autre et précédent tableau (aujourd’hui disparu) La Mort de Lepeletier de Saint-Fargeau. En février 1795, le principe de restitution des deux œuvres au peintre est acquis : il les récupère quelques mois plus tard pour les conserver dans son atelier. Durant son exil à Bruxelles, les deux tableaux sont confiés à Antoine Jean Gros qui les cache à Paris. Au début de 1826, à la suite du décès de David le 29 décembre 1825, le portrait de Marat entre en possession des héritiers du peintre qui organisent plusieurs expositions dans l'intention de le vendre, mais sans succès. Jules David-Chassagnolle, dernier propriétaire du tableau depuis 1860, le lègue au musée des beaux-arts de Bruxelles en 1886. Il y est exposé depuis 1893. Plusieurs copies du tableau restées aujourd'hui visibles ont été réalisées, à fin de propagande, dans l'atelier de David, de 1793 à 1794, notamment par Serangeli et Gérard.

## Description
Le tableau est une huile sur toile de 165 sur 128 centimètres. Se détachant d'un fond brun-vert, le corps du conventionnel Jean-Paul Marat est représenté agonisant. La tête enveloppée d'un turban blanc est penchée sur le côté. Sa main droite pendante tient une plume, le bras gauche repose sur le rebord d'une planche recouverte d'un tissu vert, la main tient une feuille manuscrite portant le texte « Du 13 juillet 1793. Marie anne Charlotte Corday au citoyen Marat. Il suffit que je sois bien malheureuse pour avoir droit à votre bienveillance. ». Le corps est appuyé contre la baignoire que recouvre un drap blanc souillé du sang de la victime, à ses pieds se trouve un couteau à manche blanc taché de sang. À droite est placé un billot de bois sur lequel sont posés un encrier, une deuxième plume, un assignat et une autre feuille de papier manuscrite avec le texte « Vous donnerez cet assignat à cette mère de 5 enfants et dont le mari est mort pour la défense de la patrie. ». Au bas du billot, l'œuvre est signée : « À Marat, David. — L'an deux. ».

## Contexte historique

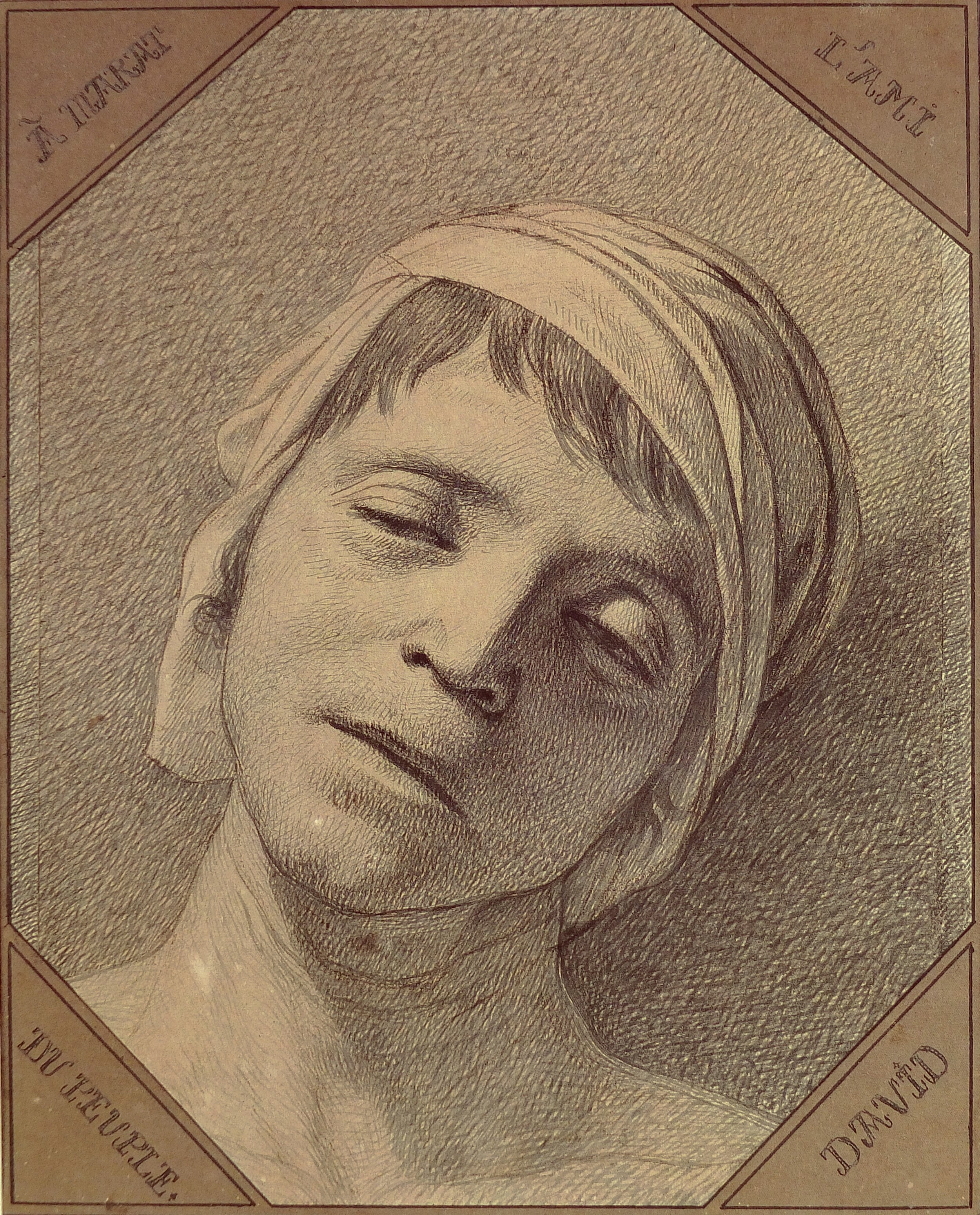
Étude de David : visage de Marat d'après son masque mortuaire, musée national du château de Versailles.

Marat, que l'on surnommait à l’époque « l'ami du peuple », fut assassiné par Charlotte Corday le 13 juillet 1793 et ce crime fut considéré par les révolutionnaires comme un attentat contre la nouvelle Constitution. La Convention commanda à David cette toile au fond hautement politique. Marat était une figure du radicalisme révolutionnaire représenté par les Montagnards, qui venaient d'éliminer les Girondins (dont Charlotte Corday était une sympathisante). Charlotte Corday, la meurtrière de Marat, est écœurée par le terrorisme révolutionnaire et elle voit des ennemis de la Révolution partout. Secrètement, elle se rend à Paris pour assassiner l'inspirateur de cette politique. David est ému par ce crime hautement symbolique. Il réalise cette peinture afin de faire de Marat un martyr de la liberté. David donne ce sens précis à son tableau : « Le vrai patriote doit saisir avec avidité tous les moyens d'éclairer ses concitoyens et de présenter sans cesse à leurs yeux ses traits sublimes d'héroïsme et de vertus » (disait-il en parlant de Marat).

## Analyse stylistique

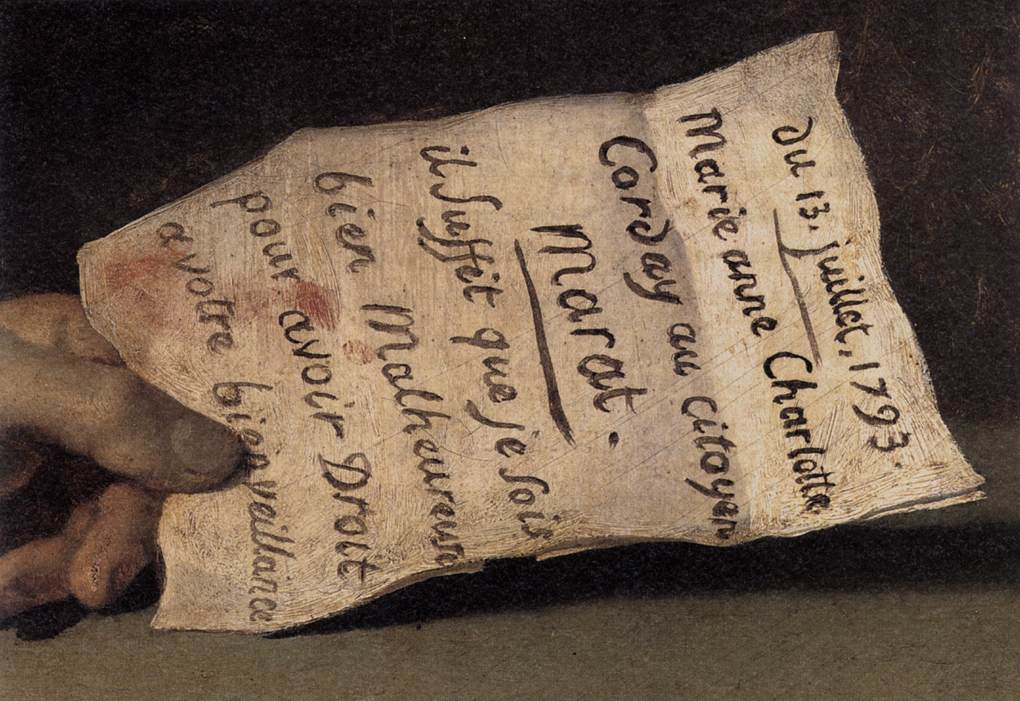
Détail de la lettre de Charlotte Corday que tient Marat.

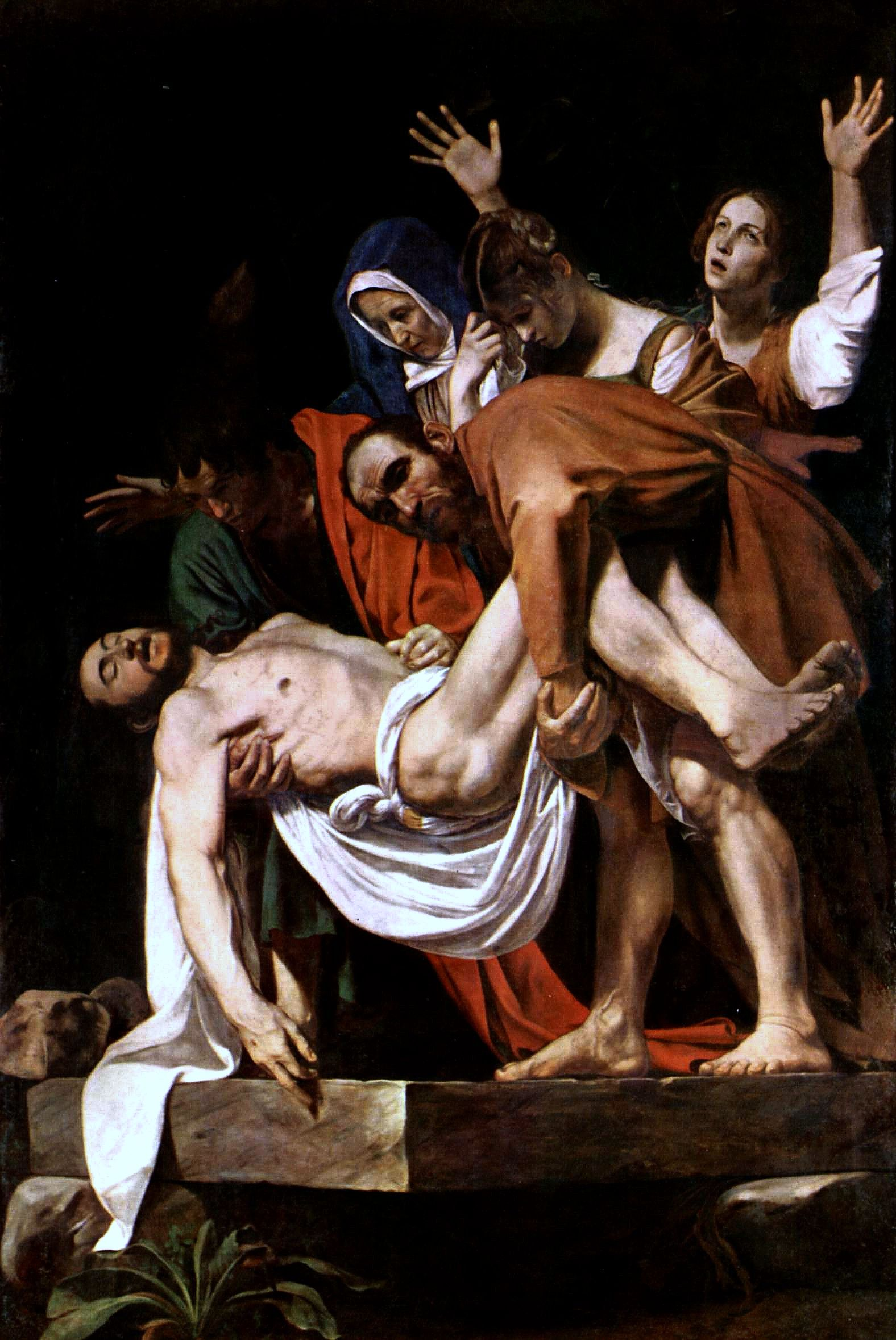
La Mise au tombeau, Le Caravage, Musées du Vatican.

À partir de la Révolution française, on observe une orientation de la peinture de David à travers ses engagements politiques (il est jacobin, siège à la Convention dans les rangs de la Montagne ; proche de Robespierre, il vote la mort du roi). Il utilise toutes les caractéristiques néo-classiques dans le but d'élever un événement contemporain à l'échelle de l’Histoire et transcender la réalité, pratique caractéristique de David, qu'il emploie pour ses sujets napoléoniens (Le Premier Consul franchissant les Alpes au col du Grand-Saint-Bernard (1801, Malmaison) ou Le Sacre de Napoléon (1806, Louvre)).
David mêle ici représentation naturaliste d'un événement (lettre de Charlotte Corday, bain dans lequel se trouvait Marat pour le soulager de sa maladie, couteau taché de sang, etc.) mais aussi l'idéalisation et la dramatisation d'une peinture d'histoire : grande diagonale de la lumière, baignoire sabot en cuivre cachée sous l'horizontalité d'une draperie, coffre avec une dédicace, telle l'épitaphe d'une tombe, le corps nu héroïque et idéalisé coincé dans la baignoire, l'attitude de Marat qui rappelle l'abandon d'un Christ mort d'une déposition ou d'une déploration. Ainsi, l'historien d'art Klaus Lankheit (de) a pu comparer ce motif de l'abandon (bras pendant, tête affaissée) à l'image du Sauveur mort dans La Pietà de Michel-Ange ou La Mise au tombeau du Caravage.
Le choix de l'instant (le titre donné par David était « Marat à son dernier soupir »), la solennité, le naturalisme et l'idéalisation élèvent le sujet et confère une portée politique et symbolique à la réalité contemporaine. Il représente une belle mort avec le visage de Marat serein, apaisé (un demi-sourire sur les lèvres), symbole de la République éternelle. Cette peinture édifiante doit faire œuvre de propagande, si bien que par un décret du juillet 1794, la Convention ordonne que des copies du tableau soient faites par des élèves de David. La mort de Marat suscite une guerre des images entre les partisans de Marat et ceux de Corday qui trouve des admirateurs dès l'été 1793, tel le Meurtre de Marat de Jean-Jacques Hauer qui représente le député montagnard souffrant.

## Les différentes répliques et copies
Quatre copies sont recensées, visibles au musée du Louvre, au Château de Versailles, au musée des beaux-arts de Dijon et au musée des beaux-arts de Reims. Peu après la réalisation du tableau, il fut décidé par la Convention par la voix d'Antoine Claire Thibaudeau que des copies du Lepeletier et du Marat seraient peintes pour la manufacture des Gobelins sous la supervision de David. Deux des copies appartenaient à David, ce qui alimenta au XIXe siècle une vive polémique sur la question de savoir si le tableau de Bruxelles était ou non l'original, ce qui n'est désormais plus contesté.

### Copie du Louvre
Gioacchino Serangeli est généralement considéré comme l'auteur probable de la copie du Louvre (Antoine Schnapper propose aussi les noms de Wicar et de Gérard). Cette copie de dimensions similaires à l'original de Bruxelles (162 × 130 cm) est différenciée par la dédicace inscrite sur le billot de bois « N'ayant pu me corrompre ils m'ont assassiné », phrase inspirée de Tacite et faisant allusion au discours de David prononcé lors de la présentation du tableau à la Convention. Une quittance de 400 livres datée de 1793 atteste d'une commande à Serangeli d'une copie du Marat sans préciser si elle concerne bien le tableau du Louvre. De qualité inférieure à l'original, elle faisait partie de la collection de David et conservée dans son atelier de Bruxelles. Propriété de sa famille qui l'a mise en vente après la mort du peintre, elle fut acquise par le Louvre en 1945.

### Copie de Versailles
La copie de Versailles faisait partie des deux copies que David avait conservées avec lui à Bruxelles. L'attribution est partagée entre les noms de Gérard et de Langlois. De meilleure qualité que celle du Louvre, cette copie fut longtemps considérée comme de la main de David.

### Copie de Reims
La copie de Reims, intitulée Marat Mort, appartenait à la collection de Paul David. Elle intègre les collections du musée en 1879. Comme sur la copie du Louvre, on retrouve l'inscription « N'ayant pu me corrompre ils m'ont assassiné ».

### Copie de Dijon
Dernière copie connue, la copie de Dijon est léguée par son propriétaire Jules Maciet au musée de la ville en 1911. Comme la copie de Versailles, elle présente un billot dépourvu de toute inscription. Elle est exposée au musée de la Révolution française.

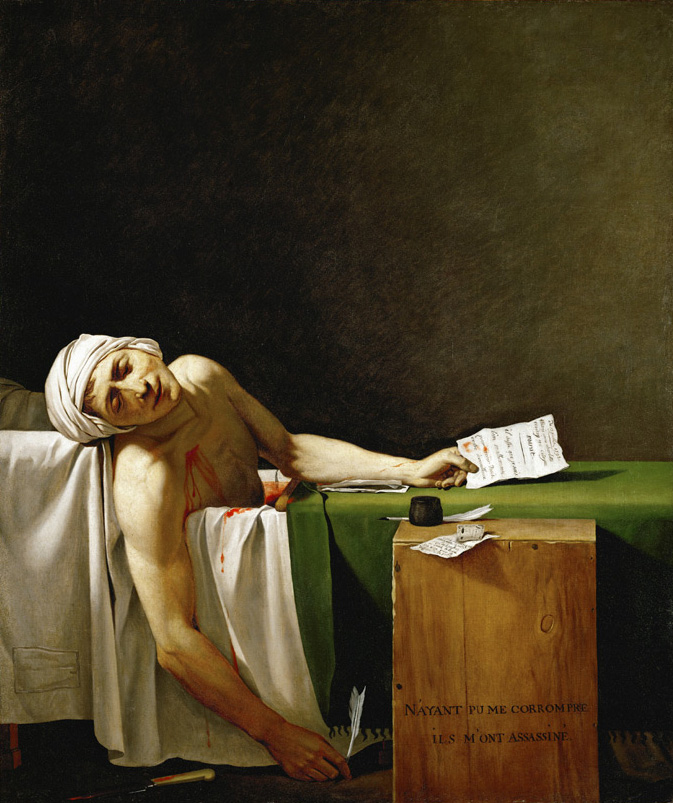
Attribué à Gioacchino Serangeli, réplique de la Mort de Marat, Paris, musée du Louvre
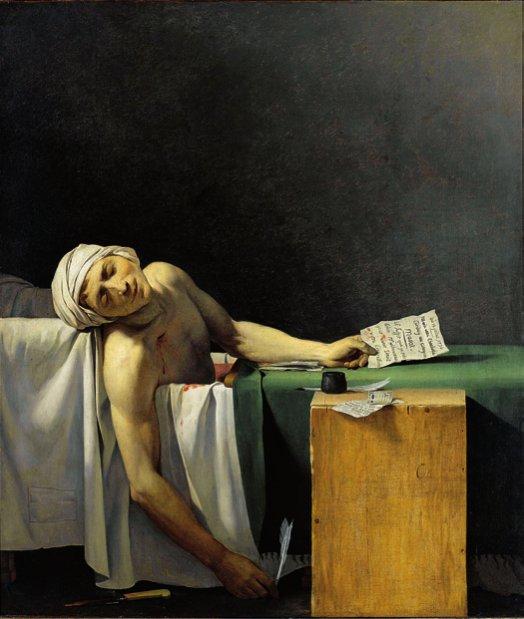
Attribué à François Gérard ou à Jérôme-Martin Langlois, réplique du château de Versailles
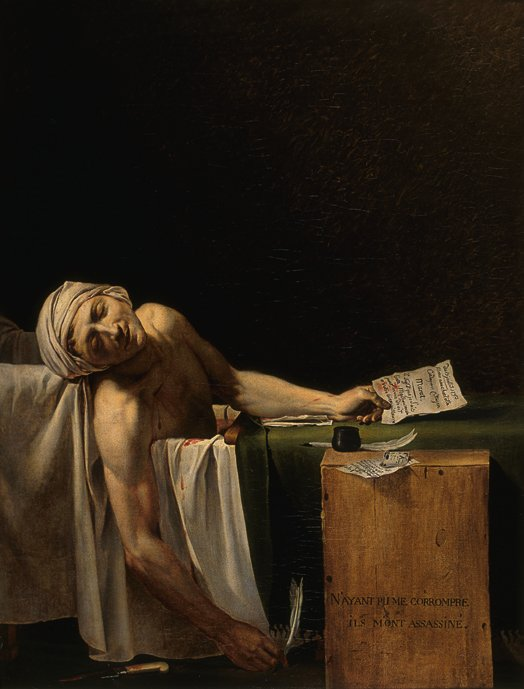
Réplique du musée des beaux-arts de Reims
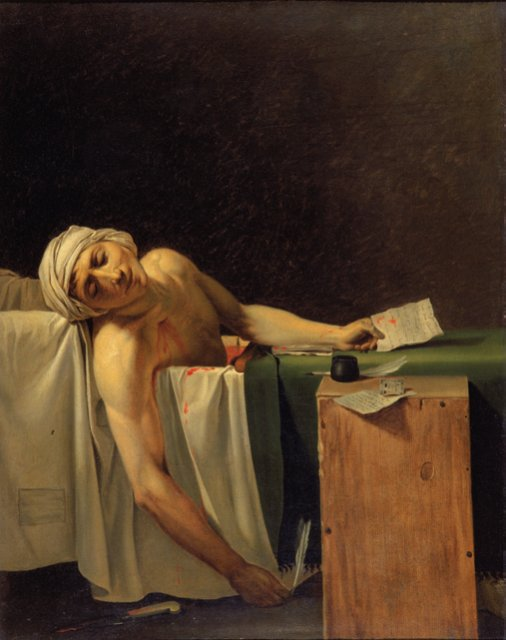
Réplique du musée des beaux-arts de Dijon

### Copie d'Hubert Duchemin
En septembre 2008, l'expert et marchand Hubert Duchemin présente trois œuvres qu'il attribue formellement à Jacques-Louis David, parmi lesquelles une "nouvelle version" du Marat, plus petite que l'original, mesurant 73 x 91 cm. Considérée par l'expert comme une étude préparatoire à l'œuvre définitive, exécutée en 1793, la nouvelle de cette découverte fait sensation et trouve écho dans le journal spécialisé La Tribune de l'Art.

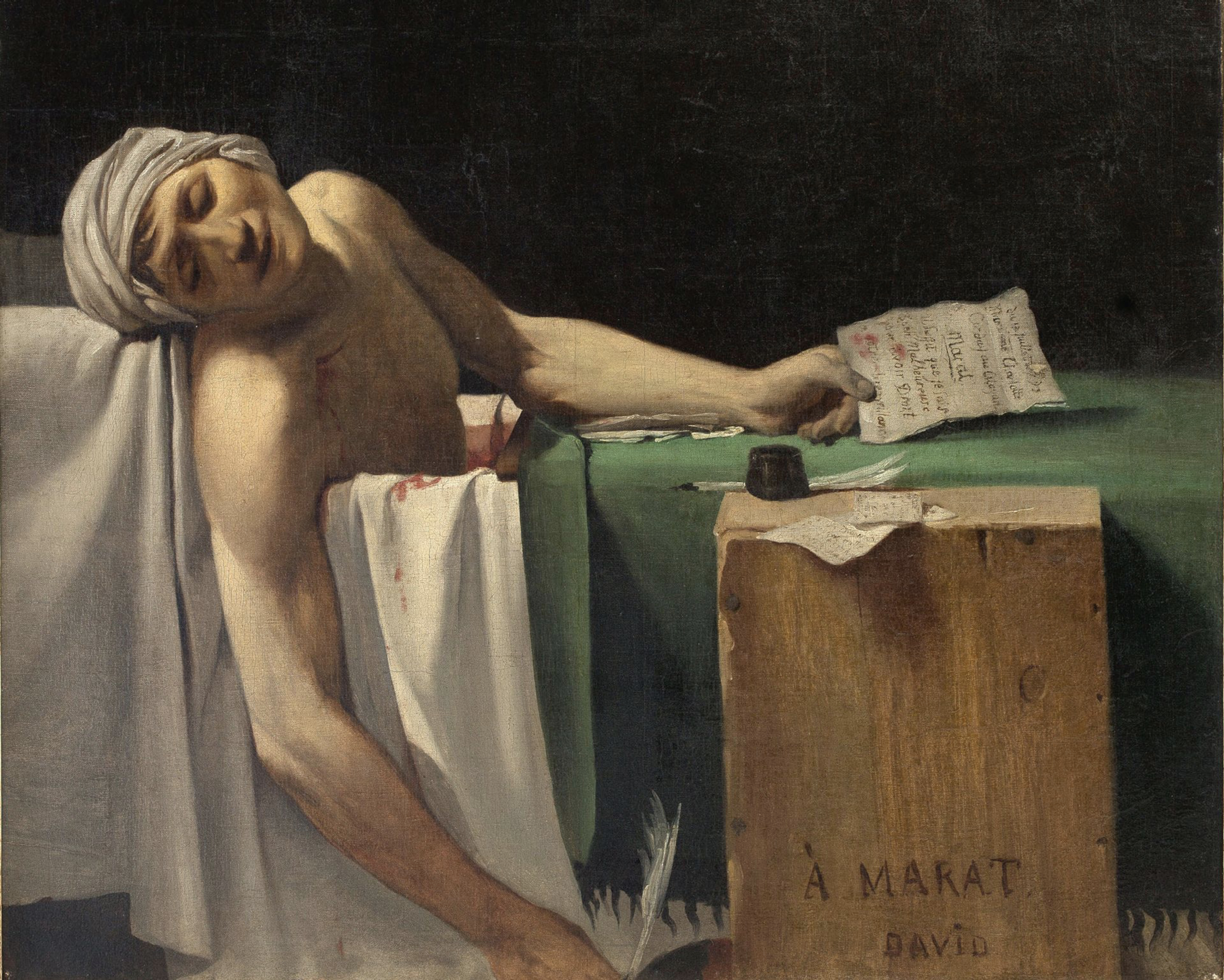
École française anonyme, d'après Jacques-Louis David, huile sur toile exécutée après 1840, collection particulière, 77 x 91,3 cm

À cette occasion, Hubert Duchemin publie un catalogue richement illustré. En avril et en février 2022, le tableau est confié au Centre européen d'Archéométrie de l'Université de Liège, travaillant en collaboration avec les musées royaux des Beaux-Arts de Belgique. Étudié à l'aide de méthodes scientifiques, le tableau a pu être daté grâce à différentes techniques d'imagerie appliquées à l’œuvre, incluant la photographie en lumière visible, rasante et ultraviolette, la réflectographie infrarouge et la radiographie par rayons X. L'application de cette méthode d'étude a ainsi pu mettre en lumière l'usage de chromates de plomb qui, en tant que pigments artistiques, n’a pas été attesté avant les années 1803 - 1804 ; ainsi que l'emploi de vert émeraude et vert d'oxyde de chrome qui n’est pas attesté non plus avant les années 1840, soit quinze années après la mort de l'artiste et quarante sept ans après la date d'exécution avancée par Hubert Duchemin.
Le 28 mars 2023, le tableau est finalement vendu aux enchères à l'Hôtel Drouot, salle 6, sous la dénomination "École française, après 1840, d'après Jacques-Louis David" pour un montant de 82 000 euros au marteau.

## Postérité

### Reliques
La lettre de Charlotte Corday faisait partie de la collection d’autographes de Lord Francis-Henri Egerton qui, en 1815, habitait à Paris l'hôtel de Noailles.
La baignoire originale utilisée par Marat et représentée dans le tableau a été achetée par le musée Grévin en 1886.

### Gravures et peintures
De nombreuses gravures populaires ont figuré cet événement ainsi que plusieurs peintres contemporains (Joseph Roques, La mort de Marat, 1793, Musée des Augustins, Toulouse ; Jean-Jacques Hauer, Meurtre de Marat, 1793-1794, Musée Lambinet, Versailles).
Le tableau de David, tant l'événement qu'il commémore que celui qu'il constitue lui-même, ont inspiré de nombreux peintres (Paul Baudry, Charlotte Corday, 1860, musée d'Arts de Nantes ; Jules-Charles Aviat, Charlotte Corday et Marat, 1880, Huile sur toile, 281 × 200,5 cm, Vizille, Musée de la Révolution française ; Munch, La mort de Marat 1907 et Autoportrait à la Marat, Copenhague 1908-1909, épreuve gélatino-argentique, 6,1 × 8,5 cm, Munch-Museet, Oslo ; Picasso) qui ont livré leur propre version, de poètes (Charles Baudelaire, Alessandro Mozzambani) et écrivains (notamment Peter Weiss pour sa célèbre pièce Marat/Sade et la mise en scène qu'en livra Peter Brook).

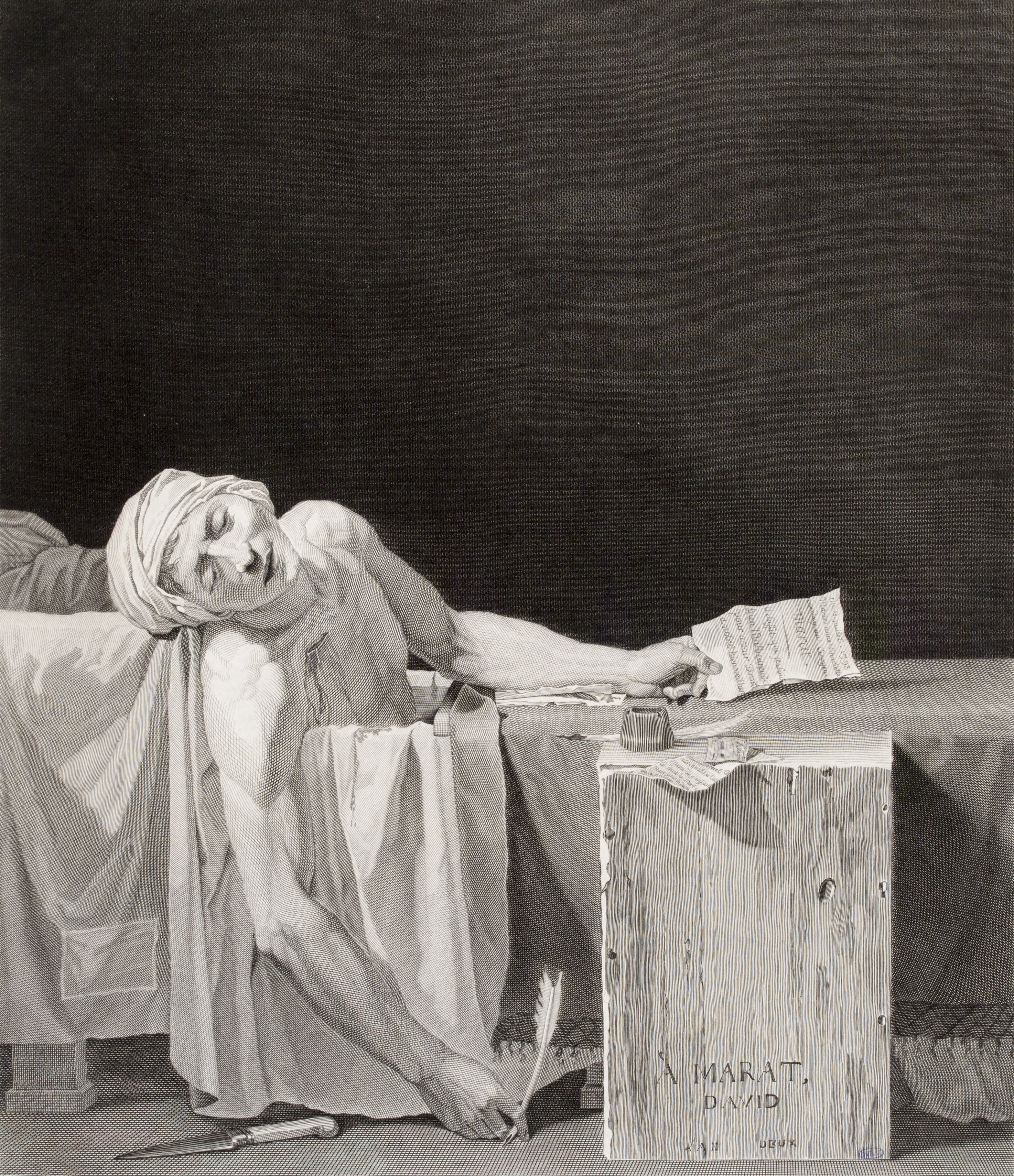
Gravure de La Mort de Marat par Antoine-Alexandre Morel.
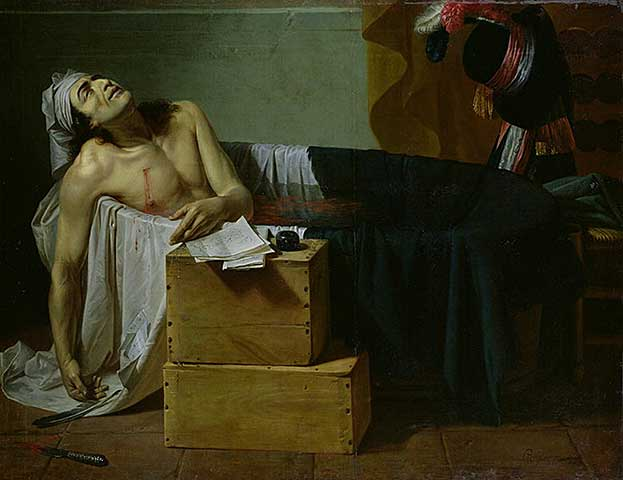
La mort de Marat de Joseph Roques
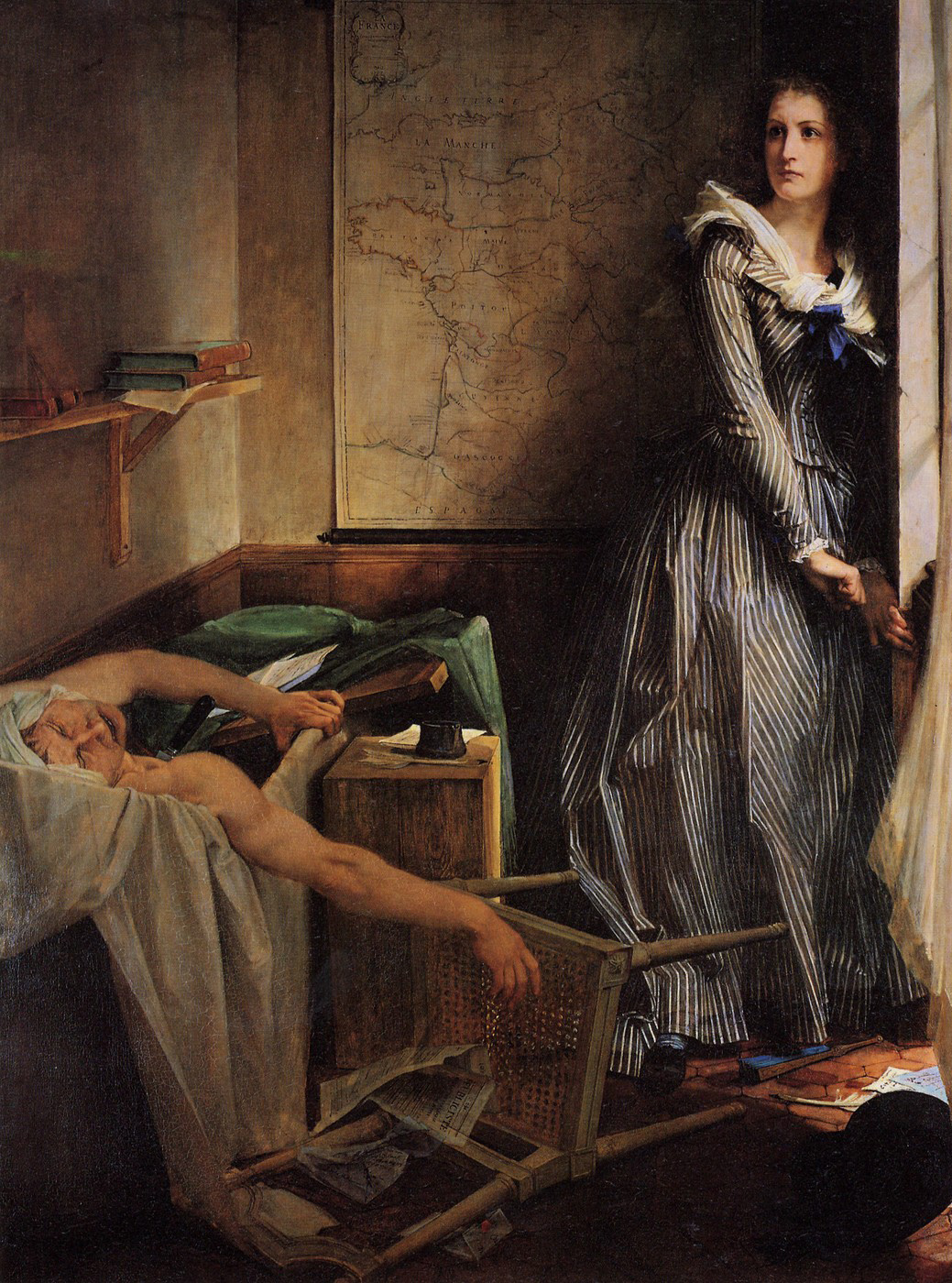
Charlotte Corday de Paul Baudry
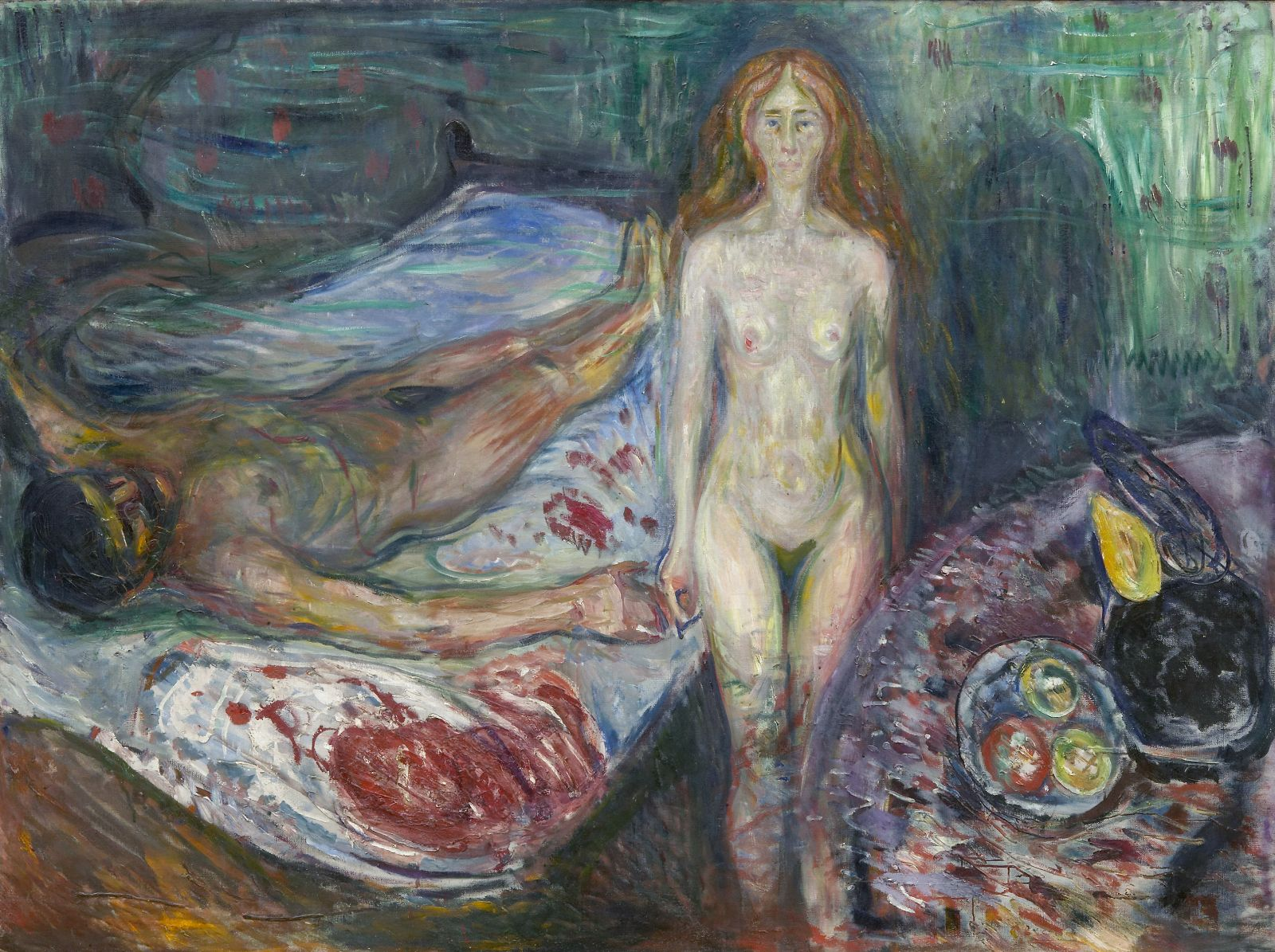
La mort de Marat de Munch

### Au cinéma
Dès 1897, le pionnier du cinéma Georges Hatot réalise, pour les productions Lumière, le film Mort de Marat.
La Mort de Marat figure dans le film The Falls de Peter Greenaway (1980) et est comparée à la biographie d'un des personnages.
Le film Danton d'Andrzej Wajda (1983), avec dans le rôle-titre Gérard Depardieu, montre une scène située dans l'atelier de David au cours de laquelle on voit furtivement un élève vernir le portrait de Marat.
Dans le film Waste Land de Lucy Walker (2010), l'artiste contemporain brésilien Vik Muniz réalise, avec le concours du « catadores » (trieur de déchets) Sebastião Carlos dos Santos, Marat / Sebastião, une œuvre directement inspirée du tableau de David.

### Dans la musique
L'œuvre est partiellement utilisé par le groupe Have a Nice Life comme pochette de l'album Deathconsciousness sorti en 2008.

### Ailleurs
Le tableau fait partie des « 105 œuvres décisives de la peinture occidentale » constituant le musée imaginaire de Michel Butor.

#### Ouvrages
- Jean-Claude Bonnet (dir.), La Mort de Marat, Paris, Flammarion, 1986, 510 p. (ISBN 2-08-211526-7, présentation en ligne).
- Jean Starobinski, 1789, les emblèmes de la raison, Paris, Flammarion, 1979, 224 p. (ISBN 2-08-081050-2).
- (de) Jorg Traeger, Der Tod des Marat : Revolution des menschenbildes, Munich, Prestel, 1986.
- Michel Thévoz, Le Théâtre du crime. Essai sur la peinture de David, Éditions de Minuit, Paris, 1989.
- Jacques Guilhaumou, 1793 : la mort de Marat, Bruxelles, Complexe, coll. « La Mémoire des siècles » (no 212), 1989, 169 p. (ISBN 2-87027-276-6, présentation en ligne), [présentation en ligne].
- (en) William Vaughan (dir.) et Helen Weston (dir.), Jacques-Louis David's Marat, Cambridge, Cambridge University Press, 2000, 192 p. (ISBN 0-521-56337-2).
- (it) Silvana Angelitti, « La Morte di Marat e la Pietà di Michelangelo » in La propaganda nella storia, sl, sd.
- (it) Luigi Pesce, Marat assassinato : il tema del braccio della morte : realismo caravagesco e ars moriendi in David, s.ed., sl, 2007.
- Guillaume Mazeau, Corday contre Marat. Deux siècles d'images, Versailles, Artlys, 2009.
- Guillaume Mazeau, Le bain de l'histoire : Charlotte Corday et l'attentat contre Marat, 1793-2009, Seyssel, Champ Vallon, coll. « La Chose publique », 2009, 426 p. (ISBN 978-2-87673-501-9, présentation en ligne).
- Alain Le Ninèze, Un martyr de la Révolution selon David, Ateliers Henry Dougier, Paris, 2023.

#### Articles
- (en) H.-W.Kruft, « An antique model for David’s Marat » in The Burlington Magazine CXXV, 967 (October 1983), p. 605-607, CXXVI, 973, April 1984.
- Roland Mortier, « La Mort de Marat dans l'imagerie révolutionnaire », Bulletin de la Classe des Beaux-Arts, Académie Royale de Belgique, 6e série, t. I, 10-11, 1990, p. 131-144.
- M. Vanden Berghe, I. Plesca, Nouvelles perspectives sur la Mort de Marat : entre modèle jésuite et références mythologiques, Bruxelles, 2004 (disponible seulement à la KBR, Bruxelles).
- Olivier Coquard, « Marat assassiné. Reconstitution abusive » in Historia Mensuel, no 691, juillet 2004.
- Guillaume Mazeau, « Le sourire de Marat », L'Histoire, no 343, juin 2009.
- Laura Malvano, « L'évènement politique en peinture : à propos du Marat de David », Mélanges de l'École française de Rome. Italie et Méditerranée, vol. 106, no 1,‎ 1994, p. 33-54 (DOI 10.3406/mefr.1994.4307, lire en ligne, consulté le 14 janvier 2014)
- Jean-Rémi Mantion, "Enveloppes. À Marat David" in La Mort de Marat (voir supra).